# Pañcavaggiyā

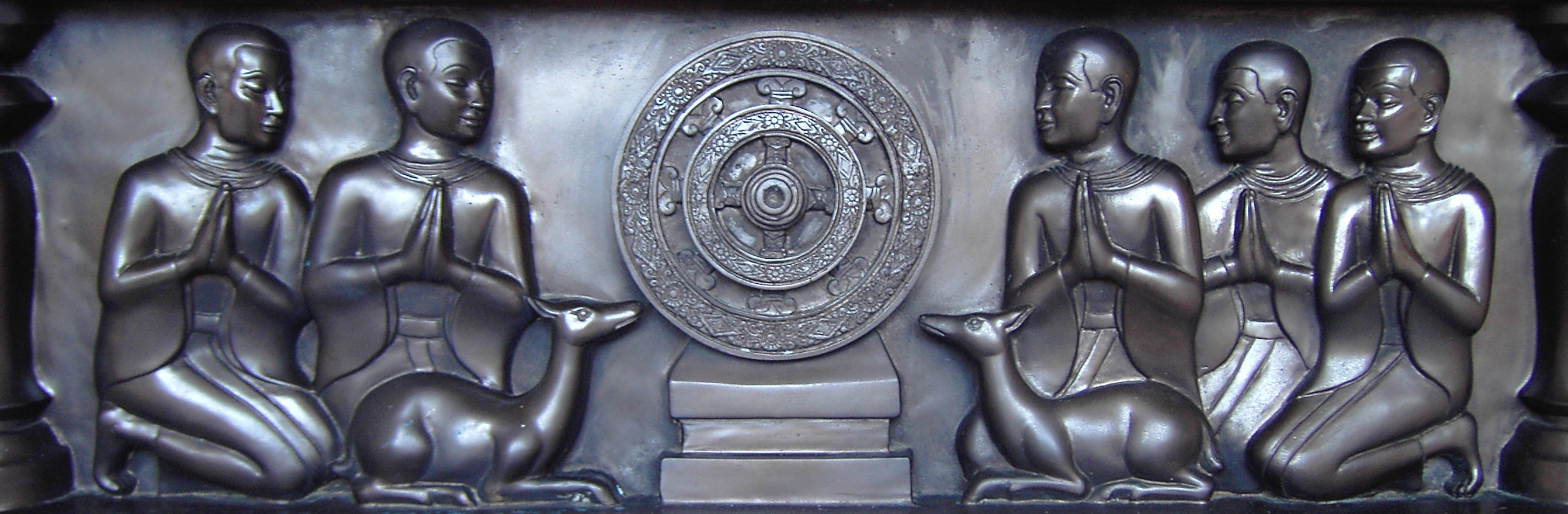
Raffigurazione simbolica dei Pañcavaggiyā nel parco dei Cerbiatti a Sarnath mentre ascoltano la "messa in moto della ruota del Dharma" da parte di Gautama Buddha

Con il sostantivo Pañcavaggiyā, il Gruppo di Cinque (五比丘 cinese: wŭbĭqiū; giapponese: gobiku; coreano: 오비구 obigu), in pāli ci si riferisce a cinque asceti di origine brahminica che seguirono per primi il Buddha storico Siddhartha Gautama. Il termine deriva dall'aggettivo pañcavaggiya ("di un gruppo di cinque").
La tradizione buddhista riporta i loro nomi come:
- Ajñāta Kauṇḍinya  (Pāli: Añña Kondañña, anche: Aññāta-Kondañña, nel Milindapañha viene chiamato Yañña)
- Bharika (Pāli: Bhaddiya)
- Daśabala-Kāśyapa (anche: Baspa; Pāli: Vappa)
- Mahānāman (Pāli: Mahānāma)
- Aśvajit (Pāli: Assaji)

Ajñāta Kauṇḍinya fu il più giovane degli otto brahmini (gli altri furono: Lakkhana, Rāma, Mantī, Sudatta, Dhaja, Suyāma e Bhoja) incaricati dal sovrano Śuddhodana di profetizzare il futuro del suo neonato Gautama figlio di Māyā. A differenza degli altri sette, che lasciarono aperte due possibilità - diventare un Buddha o un Cakravartin - Ajñāta Kauṇḍinya sostenne che il piccolo sarebbe diventato un Buddha.

Dopo che Siddhartha ebbe abbandonato Kapilavastu per dedicarsi all'ascesi, il Gruppo dei Cinque lo raggiunse per condividerne la sorte. Tradizioni vogliono che la scelta fosse autonoma, altre che lo facessero su incitamento di Śuddhodana.
Assieme al futuro Buddha i cinque furono discepoli di Ārāḍa Kālāma (Pāli: Alara Kalama) nei pressi di Vesali e quindi di Udraka Rāmaputra (Pāli: Uddaka Ramaputta) nei pressi di Uruvelā (o Uruvilva, nel Magadha) sul monte Pragbodhi (l'attuale collina Mora a 12 km da Bodh Gaya). Sotto la guida spirituale di Udraka Rāmaputra i cinque e il futuro Buddha si sottoposero a rigidissimi digiuni e privazioni continuate.

Resosi conto della sterilità di tale ricerca Siddhartha abbandonò il maestro Udraka Rāmaputra per mettersi alla ricerca della "via di mezzo" (sanscrito: madhyama-pratipad; pāli: majjhima-patipada) tra gli estremi dell'ascesi e del soddisfacimento dei sensi.
I Pañcavaggiyā, ritenendo che questo significasse la fine della ricerca spirituale e che di fatto fosse il segno della sconfitta, non seguirono oltre il futuro Buddha, rimanendo però uniti nella loro ricerca attraverso la rinuncia estrema.
Dopo aver conseguito il Risveglio a Bodh Gaya il Buddha, oramai proclamatosi Tathāgata si recò a Sārnāth dove ritrovò i Pañcavaggiyā e, conquistatili rapidamente, proclamò loro il primo sermone, il Dhammacakkappavattana Sutta, con cui mise in moto la Ruota del Dharma e con cui Ajñāta Kauṇḍinya divenne Arhat e fu il primo Bhikkhu a essere ordinato.

Con la proclamazione del secondo sermone, il Anattalakkhaṇa Sutta, per ultimo dei cinque, Aśvajit divenne sotapanna.
Aśvajit in seguito fu l'artefice della conversione di Śāriputra e Maudgalyāyana, che sarebbero divenuti i principali discepoli del Buddha.